# 이동규 (희극인)
이동규(1983년 2월 26일 ~ )는 대한민국의 희극 배우이다.

## 출연작

### 예능
- 웃찾사 (SBS)